# كبوشي ذهبي البطن
كبوشي ذهبي البطن (الاسم العلمي: Cebus xanthosternos) (بالإنجليزية: Golden-bellied Capuchin)‏ هو نوع من الحيوانات يتبع جنس الكبوشي من فصيلة السعادين الكبوشية الشكل.